# Istituto Nazionale di Astrofisica
El Istituto Nazionale di Astrofisica, o INAF (Instituto Nacional de Astrofísica), es la principal institución científica italiana que se encarga de la investigación en astronomía y astrofísica.

## Instalaciones de investigación
El Instituto dirige las actividades de 16 unidades de investigación ubicadas en Italia, además de 5 estaciones de observación, 4 de ellas en Italia y 1 en España.
Las unidades de investigación son:
- Osservatorio di Astrofisica e Scienza dello Spazio di Bologna
- Istituto di Radioastronomia di Bologna
- Osservatorio Astronomico di Cagliari
- Osservatorio Astrofisico di Catania
- Osservatorio Astrofisico di Arcetri
- Osservatorio Astronomico di Brera (Milán)
- Istituto di Astrofisica Spaziale e Fisica cosmica di Milano
- Osservatorio Astronomico di Capodimonte (Nápoles)
- Osservatorio Astronomico di Padova
- Osservatorio Astronomico di Palermo
- Istituto di Astrofisica Spaziale e Fisica cosmica di Palermo
- Osservatorio Astronomico di Roma
- Istituto di astrofisica e planetologia spaziali di Roma
- Osservatorio Astronomico di Teramo
- Osservatorio Astronomico di Torino
- Osservatorio Astronomico di Trieste

Las estaciones de observación son:
- Stazione Osservativa di Cima Ekar (Asiago)
- Stazione radioastronomica di Medicina (Bolonia)
- Radiotelescopio di Noto (Siracusa)
- Sardinia Radio Telescope, San Basilio (Cerdeña)
- Telescopio Nazionale Galileo (La Palma, Islas Canarias)

## Figuras notables
- Giovanni Fabrizio Bignami, desde 2011 a 2015 presidente de INAF
- Nicolò D'Amico, desde 2015 a 2020 presidente de INAF